# Jattaea microtheca
Jattaea microtheca är en svampart som först beskrevs av Cooke & Ellis, och fick sitt nu gällande namn av Augusto Napoleone Berlese 1900. Jattaea microtheca ingår i släktet Jattaea och familjen Calosphaeriaceae.  Arten är reproducerande i Sverige. Inga underarter finns listade i Catalogue of Life.